# 陈睿琳
陳睿琳，MH（2003年10月17日—） ，香港女子游泳智障運動員。她曾代表香港參加2024年夏季殘疾人奧林匹克運動會，獲得100米S14級蝶泳金牌。